# Bowie rufisternis
Espèce
Synonymes
- Ctenus rufisternis Pocock, 1898

Bowie rufisternis est une espèce d'araignées aranéomorphes de la famille des Ctenidae.

## Distribution
Cette espèce est endémique de Nouvelle-Bretagne en Papouasie-Nouvelle-Guinée.

## Description
Le mâle holotype mesure 12 mm.
La carapace du mâle décrit par Jäger en 2022 mesure 6,1 mm de long sur 4,9 mm et l'abdomen 6,0 mm de long sur 3,6 mm.

## Systématique et taxinomie
Cette espèce a été décrite sous le protonyme Ctenus rufisternis par Pocock en 1898. Elle est placée dans le genre Bowie par Jäger en 2022.

## Publication originale
- Pocock, 1898 : « Scorpions, Pedipalpi and spiders collected by Dr Willey in New Britain, the Solomon Islands, Loyalty Islands, etc. » Zoological results based on material from New Britain, New Guinea, Loyalty Islands and elsewhere, collected during the years 1895, 1896 and 1897, London, vol. 1 p. 95-120 (texte intégral dur biodiversitylibrary.org).